# Spate
Spate ist ein englischsprachiger Familienname.

## Bekannte Namensträger
- Oskar Spate (1911–2000), australisch-britischer Geograph
- Virginia Spate (1937–2022), australische Kunsthistorikerin